# ميدان كونينغزبلاين

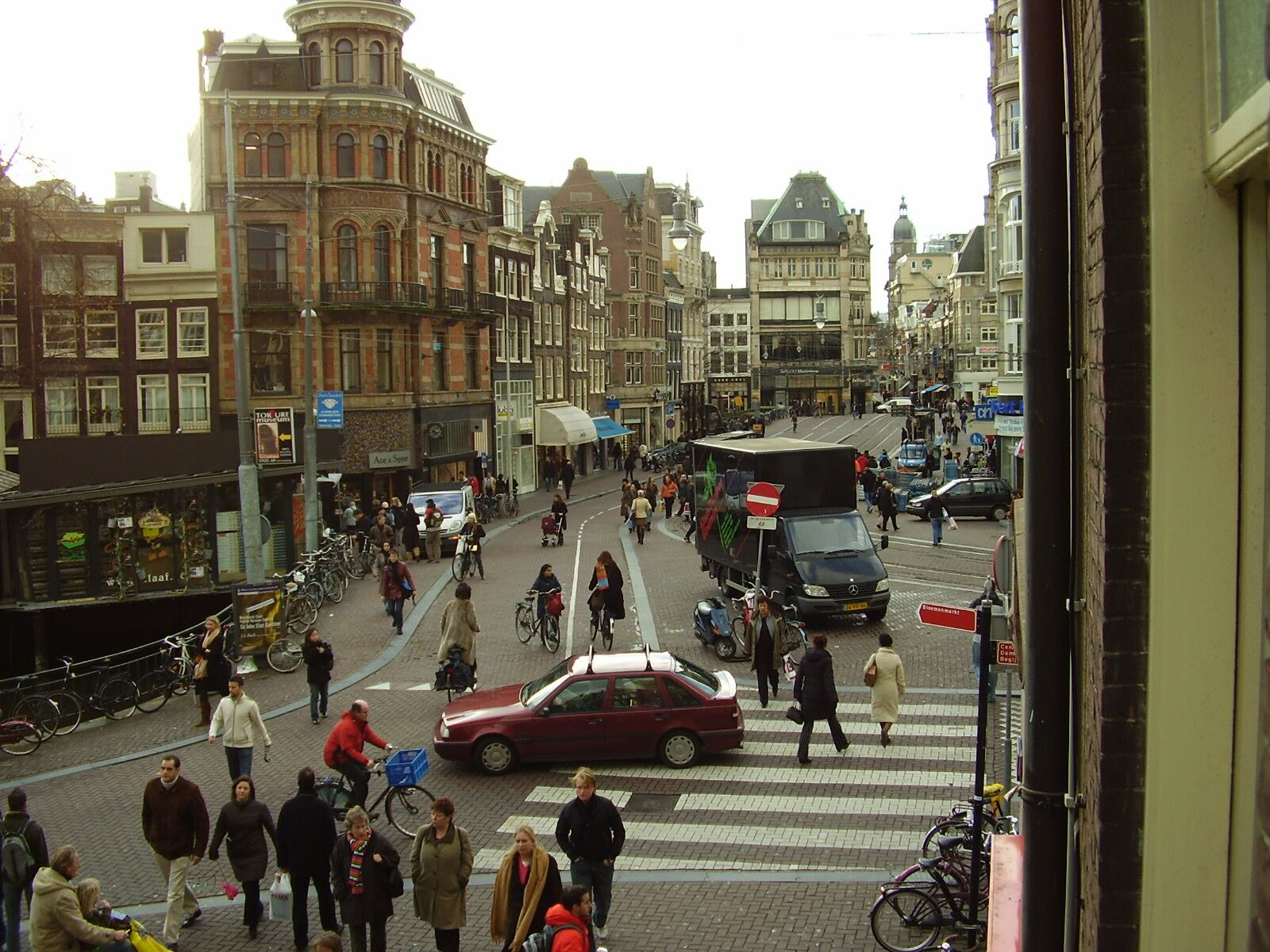
ميدان كونينغزبلاين في عام 2005

ميدان كونينغزبلاين (بالهولندية: Koningsplein) هو ميدان في أمستردام عاصمة هولندا.
يقع بين قنوات سينغل وهيرنغراخت. وأصبح مكاناً للاجتماع للمجتمع المحلي.